# قدرت‌آباد (دامغان)
قدرت‌آباد، یکی از روستاهای شهرستان دامغان در استان سمنان ایران است.

## جمعیت و نژاد
جمعیت این روستا بر پایه نتایج سرشماری سال ۱۳۸۵، ۵۹ نفر (۲۲ خانوار) بوده‌است. نژاد مردم شهر دامغان و روستاهای اطراف آن آریایی است و به زبان فارسی و لهجه دامغانی سخن می‌گویند. از سالها پیش بسیاری از مردمان این روستا به شهرهای تهران، سمنان و دامغان برای کار و زندگی مهاجرت کرده‌اند و بعضی از آنها معمولاً در تعطیلات به این روستا سفر می‌کنند.

## موقعیت
قدرت آباد در دهستان قهاب صرصر در بخش امیرآباد واقع است. این روستا در ۲۰ کیلومتری دامغان قرار دارد و یکی از نزدیک‌ترین روستاها به جاده اصلی تهران _ مشهد است. نام خانوادگی اکثر مردم این روستا «قدرت‌آبادی» است. دیگر نام‌های خانوادگی رایج در این روستا نصرتی، علی حسینی، خرم منش، صادقی، رهبری..
```
می‌باشد. قدرت آباد دارای مردمانی خون‌گرم، مهربان و مهمان نواز می‌باشد و اکثریت آنها با هم نسبت خویشاوندی نزدیک دارند.
```

مردمان این روستا بسیار مهربان و مهمان نواز بوده و در جهت سازندگی این روستا تلاش بسیار انجام داده‌اند.
بیشتر مردمان این روستا به کار کشاورزی مشغول بوده و محصولات اصلی این روستا پسته می‌باشد.
قلعه صد دروازه یکی از جاهای دیدنی این روستا می‌باشد.
قدرت‌آباد از شمال به کوه البرز (گردکوه دامغان) از شرق به longitude="54.203625" zoom="12" width="250" height="100" align="left" />

## اقتصاد
شغل بیشتر مردم روستا کشاورزی است و محصولاتی نظیر گندم و جو و محصولات جالیزی و بخصوص پسته را تولید می‌کنند.